# Al-Damiri
Al-Damiri, helytelenül Domairi, teljes nevén Kemál al-din Abú-l-Baká Mohanuned ben Iszá Al-Damiri (1344 – 1405 novembere) középkori arab zoológiai író.
Kairóban született, és itt működött hosszú éveken át tanárkén. Jelentős műve a Haját al-haiván ('Az állatok élete') című zoológiai szótára: a mű betűsoros rendben nemcsak az állatok (összesen 931) természetrajzi leírását tartalmazza, hanem egyúttal mindazt, amit a költészeti irodalomban, közmondásokban és példabeszédekben, a néphitben és babonában az illető állathoz fűzödött. Így ez az alkotás munka, amelyet Damiri rövidebb és terjedelmesebb szerkezetben dolgozott ki, a kultúrtörténetre és a néprajzra nézve igen fontos adattár számba megy; nagyszámú irodalomtörténeti, életrajzi, és egyéb kitéréseivel az arab irodalomtörténetre nézve is fontos adalékokat nyújt.